# Función tau de Ramanujan

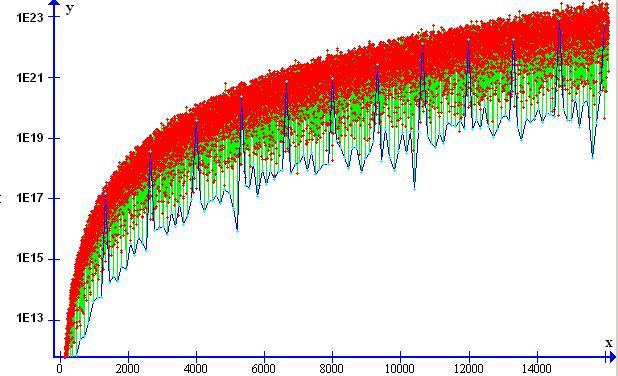
Valores de para n <16.000, representados en escala logarítmica. La línea azul selecciona solo los valores de n que son múltiplos de 121

La función tau de Ramanujan, estudiada por Srinivasa Ramanujan (1916), es la función {\displaystyle \tau :\mathbb {N} \to \mathbb {Z} } definida por la siguiente identidad: 
{\displaystyle \sum _{n\geq 1}\tau (n)q^{n}=q\prod _{n\geq 1}(1-q^{n})^{24}=\eta (z)^{24}=\Delta (z),}
donde {\displaystyle q=\exp(2\pi iz)} con {\displaystyle \Im z>0} y {\displaystyle \eta } es la función eta de Dedekind; y la función {\displaystyle \Delta (z)} es una forma de cúspide holomórfica de peso 12 y nivel 1, conocida como la forma modular discriminante. Aparece en relación con un "término de error" involucrado en contar el número de formas de expresar un número entero como una suma de 24 cuadrados. Una fórmula debida a Ian G. Macdonald fue dada en Dyson (1972). 

## Valores
Los primeros valores de la función tau se dan en la siguiente tabla (sucesión A000594 en OEIS): 
| {\displaystyle n}        | 1 | 2   | 3   | 4     | 5    | 6     | 7      | 8     | 9       | 10      | 11     | 12      | 13      | 14     | 15      | 16     |
| {\displaystyle \tau (n)} | 1 | −24 | 252 | −1472 | 4830 | −6048 | −16744 | 84480 | −113643 | −115920 | 534612 | −370944 | −577738 | 401856 | 1217160 | 987136 |

## Conjeturas de Ramanujan
Ramanujan (1916) observó, pero no demostró, las siguientes tres propiedades de {\displaystyle \tau (n)}:
- {\displaystyle \tau (mn)=\tau (m)\tau (n)} si {\displaystyle {\text{mcd (m,n)}}=1} (significa que {\displaystyle \tau (n)} es una función multiplicativa)
- {\displaystyle \tau (p^{r+1})=\tau (p)\tau (p^{r})-p^{11}\tau (p^{r-1})} para p primo y r > 0
- {\displaystyle |\tau (p)|\leq 2p^{11/2}} para todos los números primos p

Las dos primeras propiedades fueron probadas por Mordell (1917) y la tercera, llamada conjetura de Ramanujan, fue probada por Deligne en 1974 como consecuencia de su prueba de las conjeturas de Weil (específicamente, la dedujo aplicándolas a una variedad de Kuga-Sato).

## Congruencias de la función tau
Para k ∈ Z y n ∈ Z>0, se define σk(n) como la suma de las k-ésimas potencias de los divisores de n. La función tau satisface varias relaciones de congruencia. Muchas de ellas pueden expresarse en términos de σk(n). A continuación figuran algunas:
1. {\displaystyle \tau (n)\equiv \sigma _{11}(n)\ {\bmod {\ }}2^{11}{\text{ para }}n\equiv 1\ {\bmod {\ }}8} [2]
2. {\displaystyle \tau (n)\equiv 1217\sigma _{11}(n)\ {\bmod {\ }}2^{13}{\text{ para }}n\equiv 3\ {\bmod {\ }}8}
3. {\displaystyle \tau (n)\equiv 1537\sigma _{11}(n)\ {\bmod {\ }}2^{12}{\text{ para }}n\equiv 5\ {\bmod {\ }}8}
4. {\displaystyle \tau (n)\equiv 705\sigma _{11}(n)\ {\bmod {\ }}2^{14}{\text{ para }}n\equiv 7\ {\bmod {\ }}8}
5. {\displaystyle \tau (n)\equiv n^{-610}\sigma _{1231}(n)\ {\bmod {\ }}3^{6}{\text{ para }}n\equiv 1\ {\bmod {\ }}3} [3]
6. {\displaystyle \tau (n)\equiv n^{-610}\sigma _{1231}(n)\ {\bmod {\ }}3^{7}{\text{ para }}n\equiv 2\ {\bmod {\ }}3}
7. {\displaystyle \tau (n)\equiv n^{-30}\sigma _{71}(n)\ {\bmod {\ }}5^{3}{\text{ para }}n\not \equiv 0\ {\bmod {\ }}5} [4]
8. {\displaystyle \tau (n)\equiv n\sigma _{9}(n)\ {\bmod {\ }}7{\text{ para }}n\equiv 0,1,2,4\ {\bmod {\ }}7} [5]
9. {\displaystyle \tau (n)\equiv n\sigma _{9}(n)\ {\bmod {\ }}7^{2}{\text{ para }}n\equiv 3,5,6\ {\bmod {\ }}7}
10. {\displaystyle \tau (n)\equiv \sigma _{11}(n)\ {\bmod {\ }}691.} [6]

Para números p ≠23 primos, se tiene que
1. {\displaystyle \tau (p)\equiv 0\ {\bmod {\ }}23{\text{ si }}\left({\frac {p}{23}}\right)=-1}
2. {\displaystyle \tau (p)\equiv \sigma _{11}(p)\ {\bmod {\ }}23^{2}{\text{ si }}p{\text{ es de la forma }}a^{2}+23b^{2}} [8]
3. {\displaystyle \tau (p)\equiv -1\ {\bmod {\ }}23{\text{ en otro caso}}.}

## Conjeturas sobreτ(n)
Supóngase que {\displaystyle f} es una nueva forma entera de peso {\displaystyle k} y los coeficientes de Fourier {\displaystyle a(n)} son enteros. Considérese el problema siguiente: si {\displaystyle f} no tiene una multiplicación compleja, pruébese que casi todos los números primos {\displaystyle p} tienen la propiedad de que {\displaystyle a(p)\neq 0{\bmod {p}}} . De hecho, la mayoría de los números primos deberían tener esta propiedad y, por lo tanto, se denominan ordinarios. A pesar de los grandes avances de Deligne y Serre sobre las representaciones de Galois, que determinan {\displaystyle a(n){\bmod {p}}} para {\displaystyle n} coprimo respecto a {\displaystyle p}, no se conoce cómo calcular {\displaystyle a(p){\bmod {p}}}. El único teorema a este respecto es el famoso resultado de Elkies para curvas elípticas modulares, que de hecho garantiza que hay infinitos números primos {\displaystyle p} para los que {\displaystyle a(p)=0}, que a su vez es obviamente {\displaystyle 0{\bmod {p}}}.
No se conoce ningún ejemplo de no CM {\displaystyle f} con peso {\displaystyle >2} para el que {\displaystyle a(p)\neq 0} mod {\displaystyle p} para infinitos números primos {\displaystyle p} (aunque debería ser cierto para casi todo {\displaystyle p}). Tampoco se conocen ejemplos donde {\displaystyle a(p)=0} mod {\displaystyle p} para infinitos {\displaystyle p}. Se había comenzado a dudar de si {\displaystyle a(p)=0{\bmod {p}}} de hecho para infinitamente muchos {\displaystyle p}. Como evidencia, se citaron los trabajos de Ramanujan sobre {\displaystyle \tau (p)} (caso de peso {\displaystyle 12}).
El más grande {\displaystyle p} conocido para el que {\displaystyle \tau (p)=0{\bmod {p}}} es {\displaystyle p=7758337633}. Las únicas soluciones a la ecuación {\displaystyle \tau (p)\equiv 0{\bmod {p}}} son {\displaystyle p=2,3,5,7,2411,} y {\displaystyle 7758337633}, lo que se ha comprobado hasta {\displaystyle 10^{10}}.
Lehmer (1947) conjeturó que {\displaystyle \tau (n)\neq 0} para todo {\displaystyle n}, una proposición conocida como conjetura de Lehmer. El propio Lehmer verificó la conjetura para {\displaystyle n<214928639999} (Apóstol 1997, p. 22). La tabla siguiente resume el progreso en la búsqueda de valores de {\displaystyle N} cada vez mayores, para los que esta condición se mantiene para todo {\displaystyle n\leq N}.
| N                        | Referencia                        |
| ------------------------ | --------------------------------- |
| 3316799                  | Lehmer (1947)                     |
| 214928639999             | Lehmer (1949)                     |
| {\displaystyle 10^{15}}  | Serre (1973, p. 98), Serre (1985) |
| 1213229187071998         | Jennings (1993)                   |
| 22689242781695999        | Jordan y Kelly (1999)             |
| 22798241520242687999     | Bosman (2007)                     |
| 982149821766199295999    | Zeng y Yin (2013)                 |
| 816212624008487344127999 | Derickx, van Hoeij y Zeng (2013)  |